# USエアウェイズ1549便不時着水事故
USエアウェイズ1549便不時着水事故（USエアウェイズ1549びんふじちゃくすいじこ）は、2009年1月15日午後3時30分頃（東部標準時〈UTC-5〉）に、ニューヨーク発シャーロット経由シアトル行きのUSエアウェイズ（現：アメリカン航空）1549便が、ニューヨーク市マンハッタン区付近のハドソン川に不時着水した航空事故。
離陸してから着水までわずか5分間での出来事であり、乗員・乗客全員が無事に生還したことから、当時ニューヨーク州知事であったデビッド・パターソンは、この件を34丁目の奇跡に因んで「ハドソン川の奇跡」(Miracle on the Hudson) と呼び称賛した。

## 事故当日のUSエアウェイズ1549便

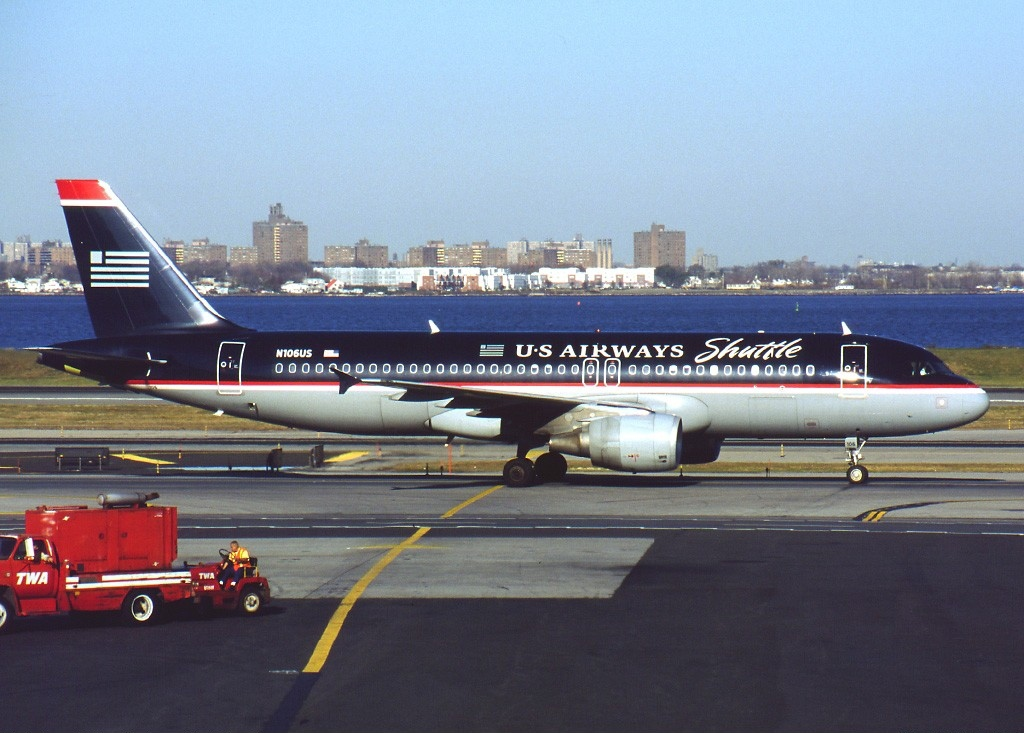
2001年にラガーディア空港で撮影された事故機

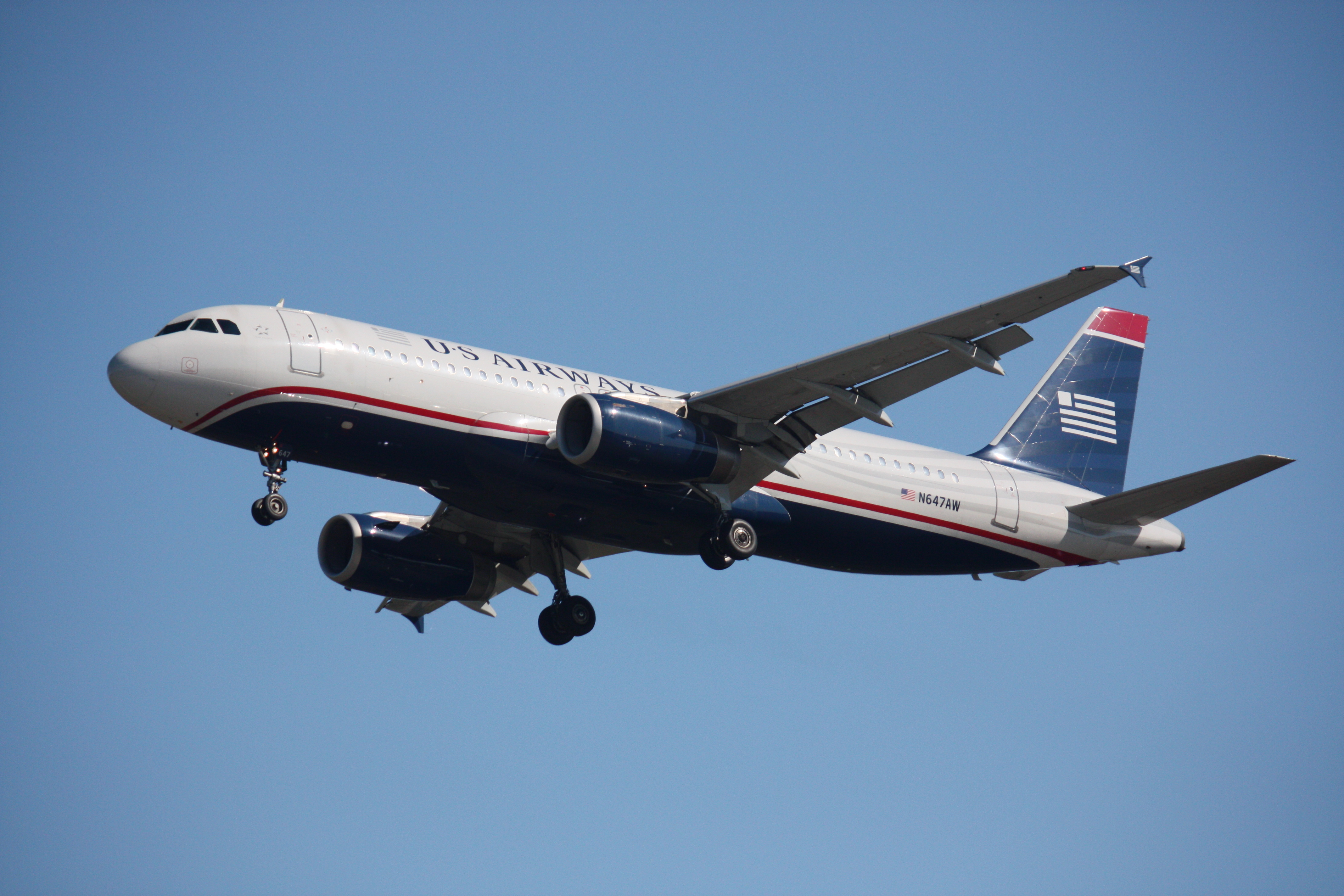
事故時の塗装

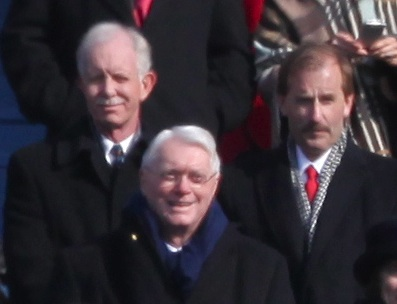
サレンバーガー機長（左）とスカイルズ副操縦士(右)

- 使用機材：エアバスA320-214（機体記号N106US、1999年製造）
- 予定フライトプラン：ニューヨーク・ラガーディア空港発ノースカロライナ州シャーロット・ダグラス国際空港経由ワシントン州シアトル・タコマ国際空港行き
- コールサイン: CACTUS 1549（「CACTUS（カクタス）」はUSエアウェイズが2007年にアメリカウエスト航空と統合した際に引き継いだコールサイン。英語で「サボテン」を意味する。）
- 乗務員：5名
  - 機長：チェズレイ・サレンバーガー（Chesley "Sully" Sullenberger）　57歳 男性 元アメリカ空軍大尉[4]
  - 副操縦士：ジェフリー・B・スカイルズ（Jeffrey B. Skiles）　49歳 男性[注釈 1]
  - 客室乗務員：3名（57歳女性・51歳女性・58歳女性）

## 事故の経過

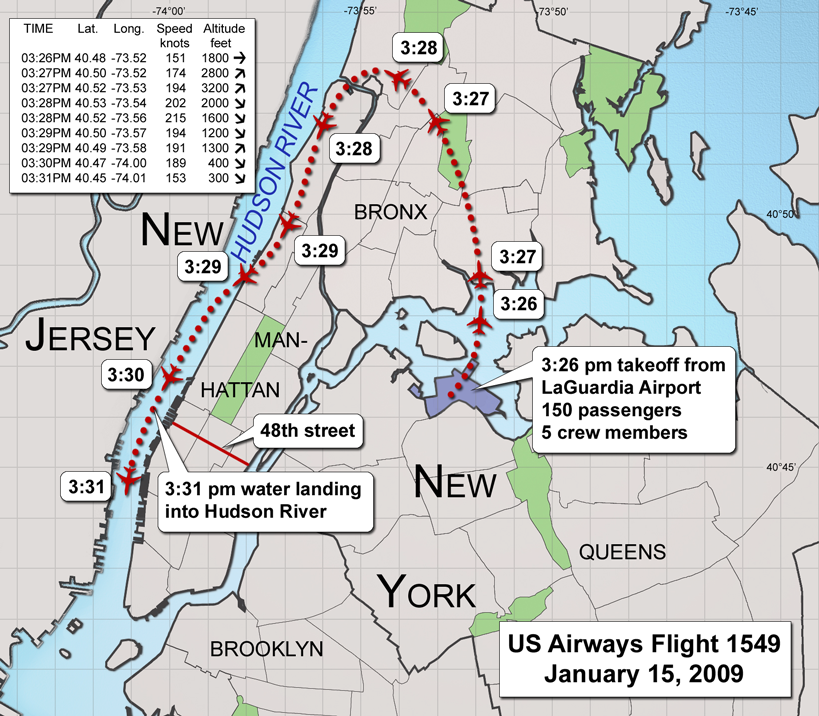
飛行経路：同機は離陸後、北北西方向に向かい、その後反時計回りに旋回してハドソン川に沿って南下した。

### 離陸直後のエンジン停止
USエアウェイズ1549便は、午後3時26分にニューヨークのラガーディア空港を離陸直後、カナダガンの群れに遭遇した。両エンジンの同時バードストライクというレアケースによって両エンジンがフレームアウト（停止）し、飛行高度の維持が出来なくなった。
1549便はこの日シャーロットからの折り返し便として運行されており、操縦は副操縦士のジェフリー・スカイルズが担当していた。しかし、両エンジンの停止後、即座に機長のチェズレイ・サレンバーガーは補助動力装置（APU）を起動させ、操縦を副操縦士から交代し、同時に空港管制に対し、状況の報告と非常事態を宣言した。副操縦士は以後事態を改善すべく、QRH（クイック・リファレンス・ハンドブック）によるエンジン再始動を着水直前まで実施した。

### ハドソン川へ
当初、機長は空港への着陸を目指し、出発地のラガーディア空港か進行方向の延長上にあるテターボロ空港への着陸を目指していたが、高度と速度が低すぎるため空港への着陸は不可能と判断し、市街地への墜落を防ぐため、ハドソン川への緊急着水を宣言した。
低高度ではレーダーから消失してしまうため、空港管制は周囲の航空機へ1549便の目視チェックを要請し、観光ヘリ2機がこれに応じた。このヘリの乗客は、｢映画の撮影かと思った。事故だと知らされて驚いた」と語っている。
その後ジョージ・ワシントン・ブリッジをギリギリで回避しながら高度を上げて減速し、着水間近に客室に対して「衝撃に備えて」とのみ伝えた。不時着まで数分の出来事のため、客室に詳細を伝える猶予はなかったが、アテンダントらは事情を察して客に最善の指示をした。

### 着水
トラブル発生から約3分後の午後3時31分頃、1549便はニューヨーク市マンハッタン区とニュージャージー州ホーボーケン市の間に流れるハドソン川へ、時速270km程で滑走路着陸時と同様の滑るような着水をした。
不時着水決定後に、高度を下げる経路を必要としたため旋回（進行方向反転）したが、偶然にも着水進入方向と川の流れが一致していた事で、ごく僅かであるが機体の衝撃は抑えられた。
また、機体の姿勢も水面に対し水平に近かったため、片側主翼着水による機体分解も避けられた。スムーズな着水により機体損傷は尻餅による後部壁下部の一部だけで、乗客ら全員が迅速に機内から脱出シューター（着水時には救命いかだになる構造）及び両主翼に避難することが可能であった。

### 機体からの避難
それでも、事故当時は真冬であり、今季でも最低に近い気温-6℃・水温2℃という状況であった。無事着水して乗客が安堵したのもつかの間、損傷した後部から浸水が始まり、客室内にも浸水が始まった。乗客は機体沈没の恐怖に苛まれつつ、着水の衝撃で停電し真っ暗の中を緊急脱出して、身を切るような寒さに晒されることとなった。
その中で、機長とアテンダントらは決められた手順に沿い行動した。機体後方のドアを使用せず機体前方へ誘導し、機内の毛布や救命胴衣を回収しつつ乗客へ配布し、逃げ遅れを防ぐべく機内を確認するなど不時着水という非常事態に冷静に対処した。特に機内の確認については機長が既に浸水が始まっていた機体後方まで機内に残っている乗客が居ないか2度確認に向かい、乗員乗客全員が脱出したのを確認してから機長も脱出した。

### 水没
事故機は着水から約1時間後に水没した。機体は17日深夜に引き上げられたが、第2エンジンが不時着後に脱落してしまったため、この捜索だけで3日間も掛かった。機体は引き上げられてからしばらくはマンハッタン南部のバッテリー・パークに置かれた。

## 救助活動

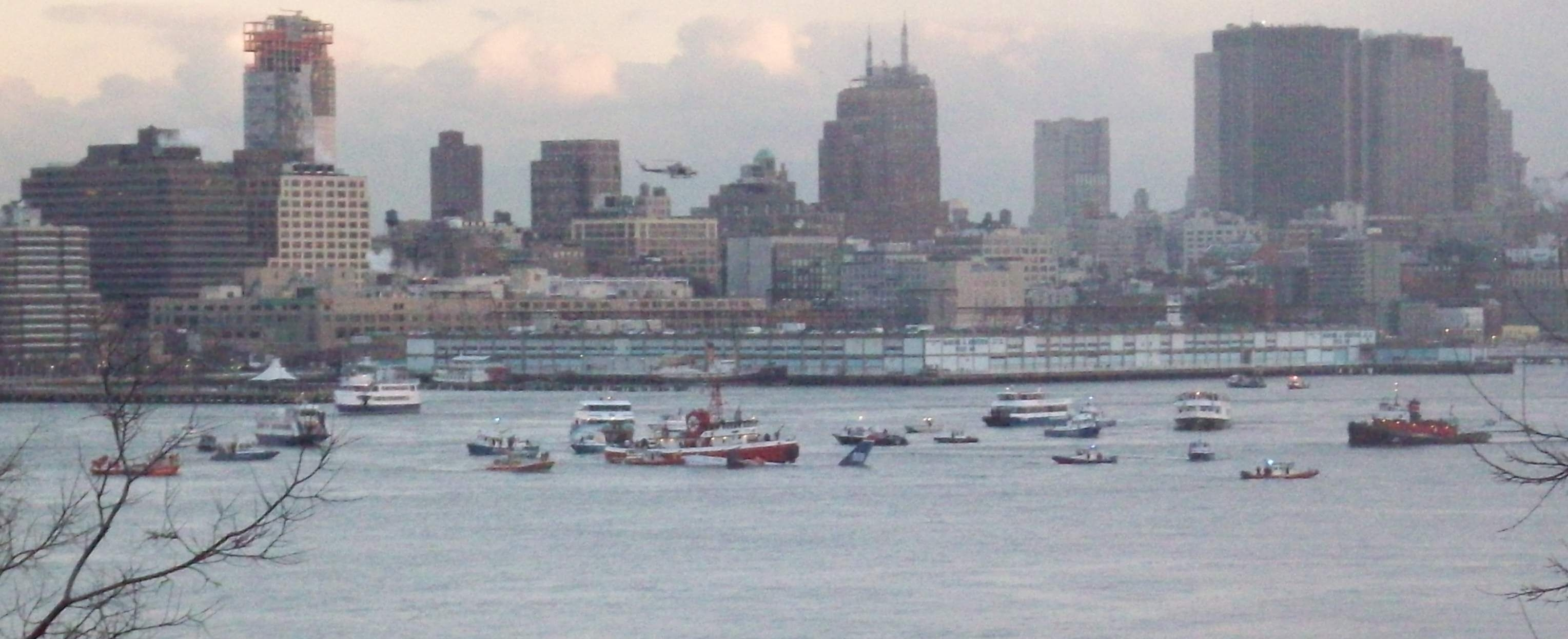
ハドソン川に浮かぶ機体。機体前部と尾翼部分が見える。アメリカ沿岸警備隊、FDNY、NYPD、フェリーに取り囲まれている。

当該機の着水地点は機長の判断通りに水上タクシーや観光船、マンハッタン島とニュージャージーを結ぶ水上バスのマンハッタン側の発着場に近く、またニューヨーク市消防局やアメリカ沿岸警備隊の警戒船や消防艇が停泊する港に近かった。
偶然付近を航行中の通勤フェリーを操舵していたヴィンセント=ロンバーティが着水4分20秒後に現場に到着して即座に救助にあたり、後を追うように水上タクシーと沿岸警備隊や消防の船が救助活動にあたった。機内の捜索のための潜水要員も警察からヘリコプターで向かい、空気ボンベを外して6mの高さからダイブしている。乗客に向けてライフジャケットを投げる様子も見られた。
また、ニュージャージー側からも救助の船が駆けつけた。ニューヨークの中心部であるマンハッタン島に近く、迅速に活動できる船舶が多かったことも、機体が沈んでしまう前に全乗員乗客の避難を完了させることにつながった。在ニューヨーク日本国総領事館は、当日中に搭乗していた邦人2人の生存を確認している。

## 事故調査
当初は航空機を狙ったテロだと考えられていたが、アメリカ合衆国国土安全保障省によってそれは否定された。
事故の原因は、エンジンに複数のカナダガンが吸い込まれたことである。このカナダガンは成長した大型（最低でも4kg）のものだった。これによりエンジン内部のコンプレッサー部分が致命的なダメージを受けたため、エンジンを再起動できなかった。ただし、回収されたフライト・データ・レコーダーの解析では、右エンジンはフレーム・アウトしたが左エンジンは完全にはフレーム・アウトせず、このため飛行速度が低かったもののウィンドミル状態に近く、付随するオルタネーターが操縦等に必要な電力を賄える程度の回転数は保たれていた事が確認された。
エンジン停止後、機長は当時のチェックリスト内では優先度が低かったAPUの起動を即座に行った。次に操縦を交代し、副操縦士はQRH（クイック・リファレンス・ハンドブック）を開き、エンジン停止時の対処を始めたが、このチェックリストは機体が高度2万フィート以上にいる場合の想定で作られていたため、とても長く、全項目を完了させるには時間が足りなかった。また、パイロット達は、エンジンが再始動不可能なまでに致命的に損傷していたことを把握できていなかった。
緊急着水の項目は最後のページに書かれていたため、同機に搭載されていた浸水を防ぐための与圧用リリーフバルブを強制的に閉じるスイッチが押されることはなかった。一方、APUの起動が早かったことが功を奏し、飛行制御コンピューターへの電力は失われずに済んだ。これがパイロットの操作を補助したことにより失速を回避し、搭乗者の生存率を上げていた。
事故調査の過程で米国家運輸安全委員会が行ったフライトシミュレーションでは、エンジン停止後にすぐに空港へ引き返していた場合は、緊急着陸は可能だったことが判明している。しかし、「シミュレーション中にパイロットが行った即時の旋回は、鳥の衝突を認識して一連の行動を決定するために必要な時間遅延などの現実世界の考慮事項を反映または考慮していなかった。」とし、シミュレーションは非現実的なものとした。実際には、事故機のパイロットたちは訓練通りQRHを実施し、また管制官の指示を受けて空港への引き返しを始めた時にはエンジンが停止してから既に30〜40秒ほど経過していた。そこで、35秒の遅延時間を挿入し再度シミュレーションを実施したところ、これに参加したパイロットたち全員が空港到着前に機体を墜落させる結果となった。中には市街地に墜落したパターンもあり、地上の被害も出ていた可能性も示唆された。
以上のことから、委員会は最終的に、機長が正しい決定を行ったと判断した。

## その後

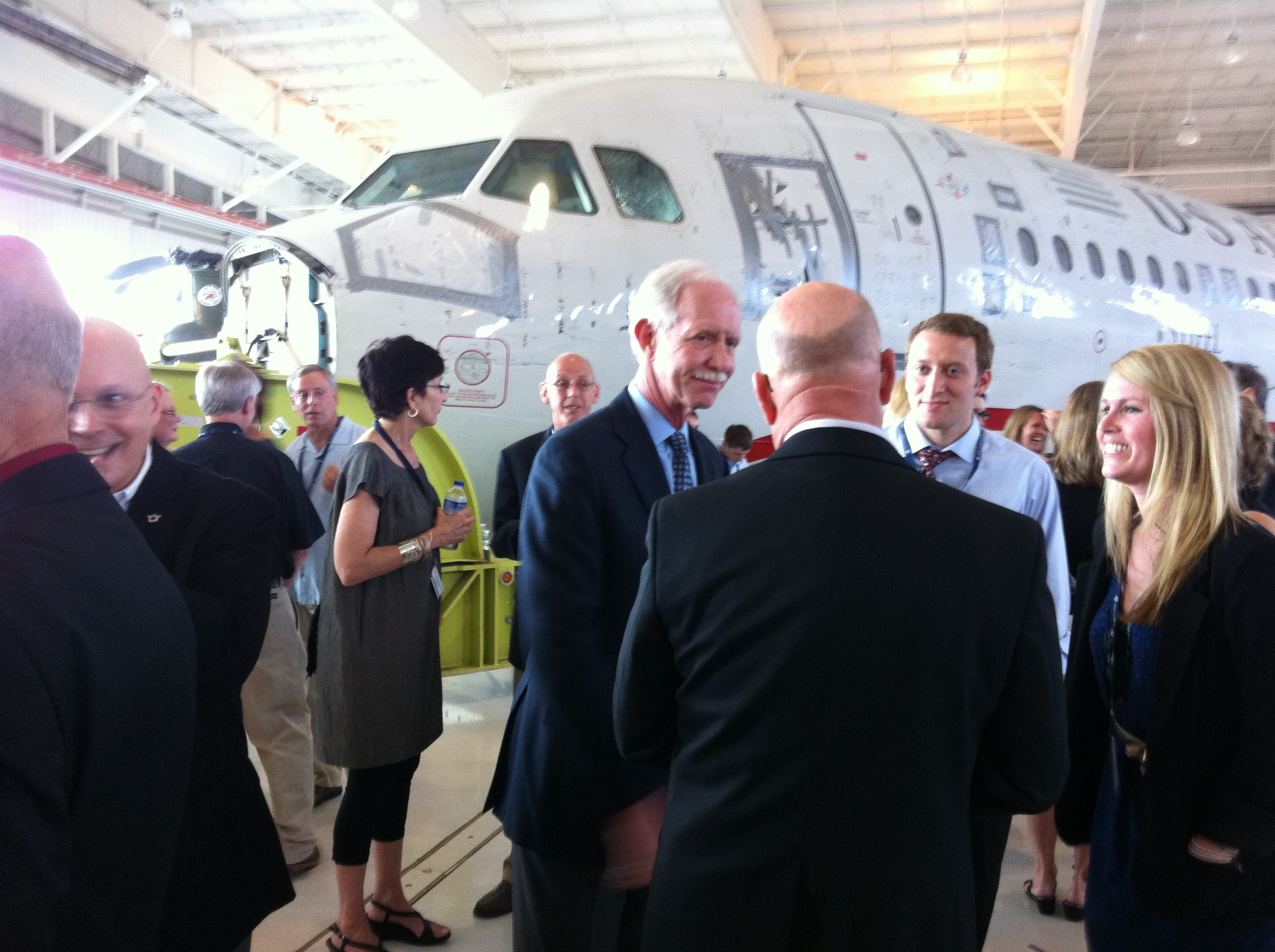
カロライナス航空博物館で2011年6月11日に開かれた、元乗員・元乗客ほか数百人を招待した移送完了パーティーでのサレンバーガー元機長（中央で手前を向く白髪の人物）。

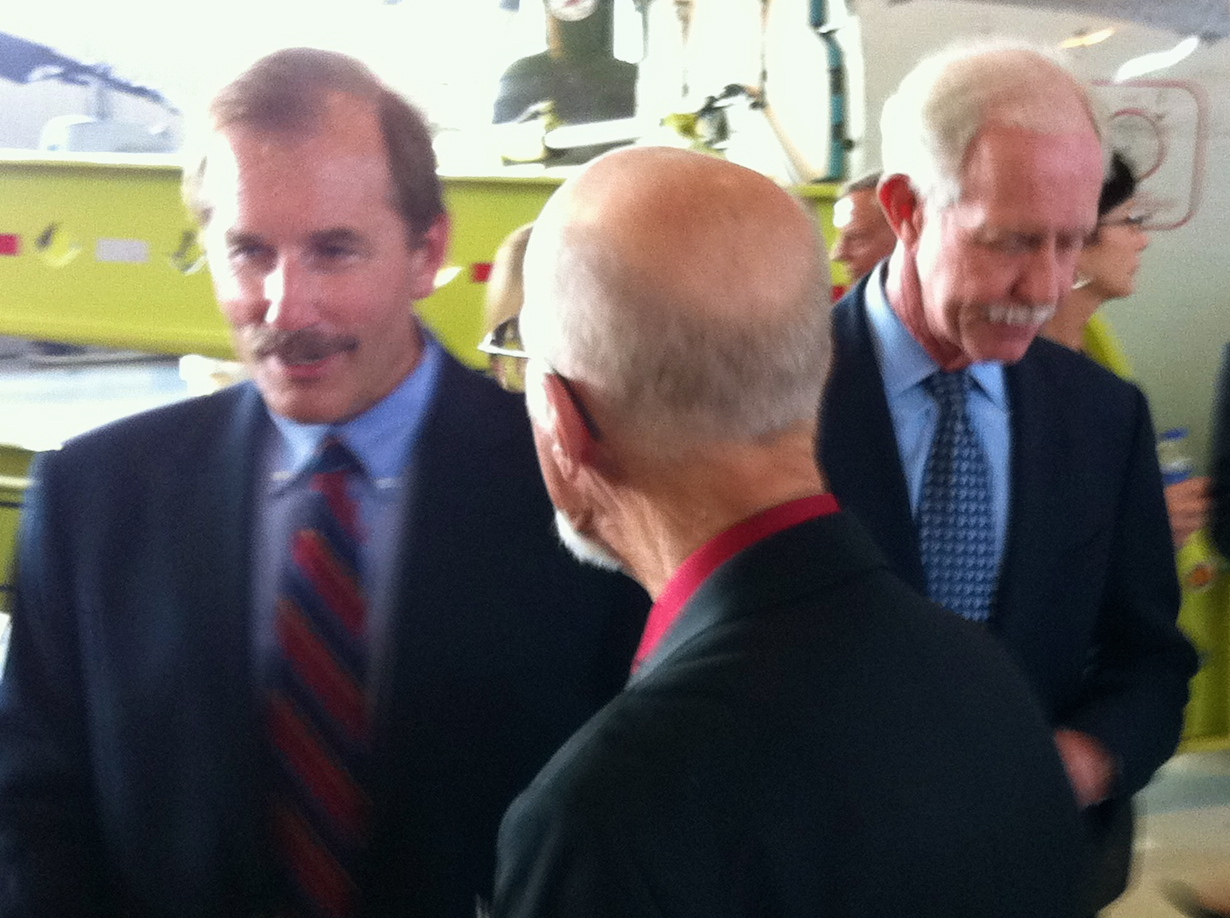
パーティーでのスカイルズ副操縦士(左)とサレンバーガー元機長(右)。

サレンバーガー機長は様々な表彰を受け、事故の5日後に行われたオバマ大統領の就任式にも招待された。
- 2009年10月1日、サレンバーガー機長は事故を起こした1549便と同じ路線で操縦士として復帰した。機長の復帰フライトでは事故当日と同じスカイルズが副操縦士を務め、事故機の乗客のうち4名が搭乗した。サレンバーガー機長が機内アナウンスで自己紹介を行うと、客室内では拍手と歓声がわき起こった。機体は事故の1年後にオークションにかけられた。
- 2010年3月3日、サレンバーガー機長は30年間にわたる現役パイロットとしての乗務を終えた。ラストフライトも1549便と同じスカイルズ副操縦士とともに行った[13]。
- 2011年6月4日、カロライナス航空博物館へ航空機の移送が開始され[14]、同年6月11日に元機長を含めた元乗員、元乗客などを招待したパーティーが博物館で開かれた[15]。
- 2012年1月15日、元乗客に対して博物館で展示されている飛行機の機内が公開され、元乗客が自らが座っていた座席の今を確認することが出来た。なお、機体は今も一般公開されているが、機内については一般公開されていない。
- 当時、アメリカは金融危機により重苦しい雰囲気が漂っていたが、この事故をうけ国民に希望をともした様子も見られた[4]。
- また、この事故から間もない2009年1月17日、羽田空港への着陸態勢に入った北九州空港発羽田行きスターフライヤー84便（同型機）が着陸進入中にバードストライクを受け左翼高揚力装置が破損する事故が発生している。当該機も定刻通りに着陸し、乗客乗員全員が無事であった[16]。

## CVRの記録
【】内は英語の原文で、#は不明瞭な発言を示す。交信などで便名が間違っているものもあるが、そのまま示してある。また、一部省略した部分もある。日本語のサイトではカクタスをサボテンと表記するものもある。なお、これらの記録は連邦航空局が2009年2月5日に発表したものがある。
| 時間         | 発言者       | 発言内容 |
| ------------ | ------------ | --- |
| 15時24分54秒 | 飛行場管制   | カクタス1549、滑走路4からの離陸を許可【Cactus fifteen forty nine runway four clear for takeoff.】 |
| 15時24分56秒 | 交信（機長） | カクタス1549、離陸許可【Cactus fifteen forty nine clear for takeoff.】 |
| 15時25分09秒 | 副操縦士     | TO/GA【TO/GA.】 |
| 15時25分10秒 | 機長         | TO/GAに設定【TO/GA set.】 |
| 15時25分20秒 | 機長         | 80ノット【eighty.】 |
| 15時25分21秒 | 副操縦士     | 確認【checked.】 |
| 15時25分33秒 | 機長         | V1、ローテート【V one, rotate.】 |
| 15時25分38秒 | 機長         | ポジティブ・レート【positive rate.】 |
| 15時25分39秒 | 副操縦士     | ギア・アップ【gear up please.】 |
| 15時25分39秒 | 機長         | ギア・アップ【gear up.】 |
| 15時25分45秒 | 飛行場管制   | カクタス1549、ニューヨーク出発管制と交信を、さよなら【Cactus fifteen forty nine contact New York departure, good day.】 |
| 15時25分48秒 | 交信（機長） | さよなら【good day.】 |
| 15時25分49秒 | 副操縦士     | ヘディング・セレクトに設定【heading select please.】 |
| 15時25分51秒 | 交信（機長） | カクタス1549、高度700フィートから5,000フィートへ上昇中【Cactus fifteen forty nine, seven hundred, climbing five thousand.】 |
| 15時26分00秒 | 出発管制     | カクタス1549、ニューヨーク出発管制です、レーダー識別しました、15,000フィートまで上昇せよ【Cactus fifteen forty nine New York departure radar contact, climb and maintain one five thousand.】                                                                                    |
| 15時26分03秒 | 交信（機長） | 15,000フィート、カクタス1549【maintain one five thousand Cactus fifteen forty nine.】 |
| 15時26分07秒 | 機長         | 15,000フィートへ【fifteen.】 |
| 15時26分08秒 | 副操縦士     | 15,000フィートへ上昇【fifteen. climb.】 |
| 15時26分10秒 | 機長         | 上昇高度セット【climb set.】 |
| 15時26分16秒 | 副操縦士     | フラップを1へ【and flaps one please.】 |
| 15時26分17秒 | 機長         | フラップ1【flaps one.】 |
| 15時26分37秒 | 機長         | 今日のハドソン川は綺麗だ【uh what a view of the Hudson today.】 |
| 15時26分42秒 | 副操縦士     | ええ【yeah.】 |
| 15時26分52秒 | 副操縦士     | フラップ格納、離陸後チェックリスト【flaps up please, after takeoff checklist.】 |
| 15時26分54秒 | 機長         | フラップ格納【flaps up.】 |
| 15時27分07秒 | 機長         | 離陸後チェックリスト完了【after takeoff checklist complete.】 |
| 15時27分10秒 | 機長         | 鳥だ【birds.】 |
| 15時27分11秒 | 副操縦士     | うわっ【whoa.】 |
| 15時27分11秒 | 《鳥と衝突》 | 《鳥と衝突》 |
| 15時27分12秒 | 副操縦士     | ああ、くそ【oh #.】 |
| 15時27分13秒 | 機長         | ああ、参ったな【oh yeah.】 |
| 15時27分14秒 | 副操縦士     | まずいぞ【uh oh.】 |
| 15時27分15秒 | 機長         | 1基の推力-両方の推力が低下している【we got one rol- both of 'em rolling back.】 |
| 15時27分18秒 | 機長         | イグニッション、スタート【ignition, start.】 |
| 15時27分21秒 | 機長         | APUを起動【I'm starting the APU.】 |
| 15時27分23秒 | 機長         | 操縦を代わる 【my aircraft.】 |
| 15時27分24秒 | 副操縦士     | 交代します【your aircraft.】 |
| 15時27分28秒 | 機長         | QRHの...両エンジンの喪失を【get the QRH... loss of thrust on both engines.】 |
| 15時27分32秒 | 交信（機長） | メーデー、メーデー、メーデー。カクタス1539、バードストライクにより両エンジンの全推力を喪失した、ラガーディアに戻りたい【mayday mayday mayday. uh this is uh Cactus fifteen thirty nine hit birds, we've lost thrust (in/on) both engines we're turning back towards LaGuardia.】 |
| 15時27分42秒 | 出発管制     | OK、あー、ラガーディアへ引き返す必要があるのですね？左旋回方位220【ok uh, you need to return to LaGuardia? turn left heading of uh two two zero.】 |
| 15時27分46秒 | 交信（機長） | 220【two two zero.】 |
| 15時27分50秒 | 副操縦士     | 燃料が残っている場合、エンジン・モード・セレクターをイグニッションへ、#イグニッション【if fuel remaining, engine mode selector, ignition. #ignition.】 |
| 15時27分54秒 | 機長         | イグニッション【ignition】 |
| 15時27分55秒 | 副操縦士     | スラストレバーをアイドルへ【thrust levers confirm idle.】 |
| 15時27分58秒 | 機長         | アイドル【idle.】 |
| 15時28分02秒 | 副操縦士     | 再始動に適切な対気速度 － 300ノット。足りません【airspeed optimum relight. three hundred knots. we don't have that.】 |
| 15時28分05秒 | 機長         | ダメだな【we don't.】 |
| 15時28分05秒 | 出発管制     | カクタス1529、滑走路13に着陸出来ますか？【Cactus fifteen twenty nine, if we can get it for you do you want to try to land runway one three?】 |
| 15時28分05秒 | 副操縦士     | もし319なら…【if three nineteen-】 |
| 15時28分10秒 | 交信（機長） | 無理だ、ハドソン川に降りるかもしれない【we're unable. we may end up in the Hudson.】 |
| 15時28分14秒 | 副操縦士     | 緊急電力... 緊急発電機、作動しません【emergency electrical power... emergency generator not online.】 |
| 15時28分19秒 | 機長         | 作動した【online.】 |
| 15時28分21秒 | 副操縦士     | 管制官に通報、スコーク7700【ATC notify. squawk seventy seven hundred】 |
| 15時28分28秒 | 機長         | ああ、左が少し戻った【yeah. the left one's coming back up a little bit.】 |
| 15時28分30秒 | 副操縦士     | 遭難信号は送信済み 【distress message, transmit. we did.】 |
| 15時28分31秒 | 管制官       | 了解、カクタス1549、左に旋回して滑走路31ならどうですか【arright Cactus fifteen forty nine its gonna be left traffic for runway three one.】 |
| 15時28分35秒 | 交信（機長） | 無理だ【unable】 |
| 15時28分36秒 | 出発管制     | OK、どこに降りたい？【okay, what do you need to land?】 |
| 15時28分37秒 | 副操縦士     | 滑走路13に降りてほしいようです 【(he wants us) to come in and land on one three...for whatever.】 |
| 15時28分45秒 | 副操縦士     | FAC1をオフにして、オンにする 【FAC one off, then on.】 |
| 15時28分46秒 | 出発管制     | カクタス1529、左に旋回して滑走路4なら【Cactus fifteen (twenty) nine runway four's available if you wanna make left traffic to runway four.】 |
| 15時28分49秒 | 交信（機長） | どの滑走路にも降りられない。右にあるのはニュージャージーのテターボロか？【I'm not sure we can make any runway. uh what's over to our right anything in New Jersey maybe Teterboro?】                                                                                             |
| 15時28分55秒 | 出発管制     | OK、ええ、右側にあるのはテターボロ空港【ok yeah, off your right side is Teterboro airport.】 |
| 15時29分00秒 | 副操縦士     | 30秒経過、再始動しません、エンジン・マスター1と2を確認 【no relight after thirty seconds, engine master one and two confirm-】 |
| 15時29分02秒 | 出発管制     | テターボロへ向かいますか？【you wanna try and go to Teterboro?】 |
| 15時29分03秒 | 交信（機長） | はい【yes.】 |
| 15時29分07秒 | 副操縦士     | ...オフに【...off.】 |
| 15時29分07秒 | 機長         | オフ【off.】 |
| 15時29分10秒 | 副操縦士     | 30秒待機【wait thirty seconds.】 |
| 15時29分11秒 | 機内放送     | 機長です、衝撃に備えてください【this is the Captain brace for impact.】 |
| 15時29分16秒 | 副操縦士     | エンジン・マスター2を再始動位置に【engine master two, back on.】 |
| 15時29分18秒 | 機長         | 再始動位置【back on.】 |
| 15時29分19秒 | 副操縦士     | 再始動【on.】 |
| 15時29分21秒 | 出発管制     | カクタス1529、右旋回方位280、テターボロの滑走路1へ着陸できる【Cactus fifteen twenty nine turn right two eight zero, you can land runway one at Teterboro.】 |
| 15時29分21秒 | 副操縦士     | これで全部ですか？1番を再始動しますか？【is that all the power you got? * (wanna) number one? or we got power on number one.】 |
| 15時29分25秒 | 交信（機長） | 無理だ【we can't do it.】 |
| 15時29分26秒 | 機長         | ああ、1番を試せ【go ahead, try number one.】 |
| 15時29分27秒 | 出発管制     | OK、テターボロのどの滑走路に着陸したい？【kay which runway would you like at Teterboro?】 |
| 15時29分28秒 | 交信（機長） | ハドソン川に降りる 【we're gonna be in the Hudson】 |
| 15時29分33秒 | 出発管制     | カクタス、もう一度お願いします【I'm sorry say again Cactus?】 |
| 15時29分36秒 | 副操縦士     | 再始動します【I put it back on.】 |
| 15時29分37秒 | 機長         | OK、再始動...再始動しろ【ok put it back on... put it back on.】 |
| 15時29分44秒 | 副操縦士     | 反応なし【no relight.】 |
| 15時29分45秒 | 機長         | OK、フラップを、フラップを出せ【ok lets go put the flaps out, put the flaps out.】 |
| 15時29分48秒 | 副操縦士     | フラップ出しますか？【flaps out?】 |
| 15時29分53秒 | 出発管制     | カクタス1549、レーダーから消失、2時の方向7マイル先にニューアーク空港がある【Cactus fifteen forty nine radar contact is lost you also got Newark airport off your two o'clock in about seven miles.】                                                                             |
| 15時30分01秒 | 副操縦士     | フラップ展開【got flaps out.】 |
| 15時30分03秒 | 副操縦士     | 250フィート【two hundred fifty feet in the air.】 |
| 15時30分06秒 | 副操縦士     | 170ノット【hundred and seventy knots.】 |
| 15時30分09秒 | 副操縦士     | どちらの推力もない、別の方を試しますか？【got no power on either one? try the other one】 |
| 15時30分11秒 | 機長         | 別のを試せ【try the other one】 |
| 15時30分14秒 | 出発管制     | カクタス1529、聞こえますか？【Cactus fifteen twenty nine uh, you still on?】 |
| 15時30分16秒 | 副操縦士     | 150ノット【hundred and fifty knots.】 |
| 15時30分17秒 | 副操縦士     | フラップ2、もっと出しますか？【got flaps two, you want more?】 |
| 15時30分19秒 | 機長         | いや、2のままでいい【no lets stay at two.】 |
| 15時30分21秒 | 機長         | 他に方法は？【got any ideas?】 |
| 15時30分22秒 | 出発管制     | カクタス1529、できるならあー....2時の方向7マイル先のニューアーク滑走路2に着陸できる【Cactus fifteen twenty nine if you can uh....you got uh runway uh two nine available at Newark it'll be two o'clock and seven miles.】                                                       |
| 15時30分23秒 | 副操縦士     | ありません【actually not.】 |
| 15時30分38秒 | 機長         | 衝撃に備えろ【we're gonna brace.】 |
| 15時30分43秒 | 《録音終了》 | 《録音終了》 |

## ギャラリー

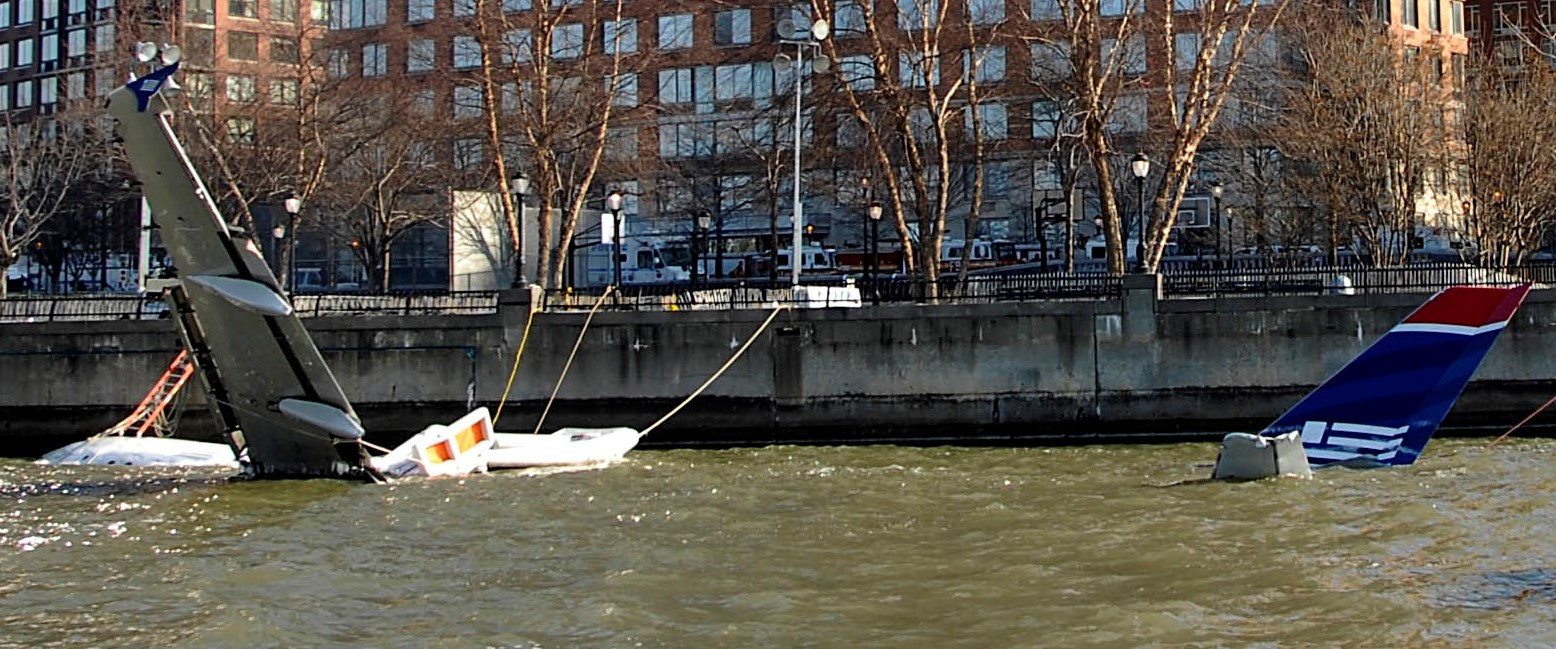
マンハッタンのバッテリー・パーク・シティの岸に係留されている機体。
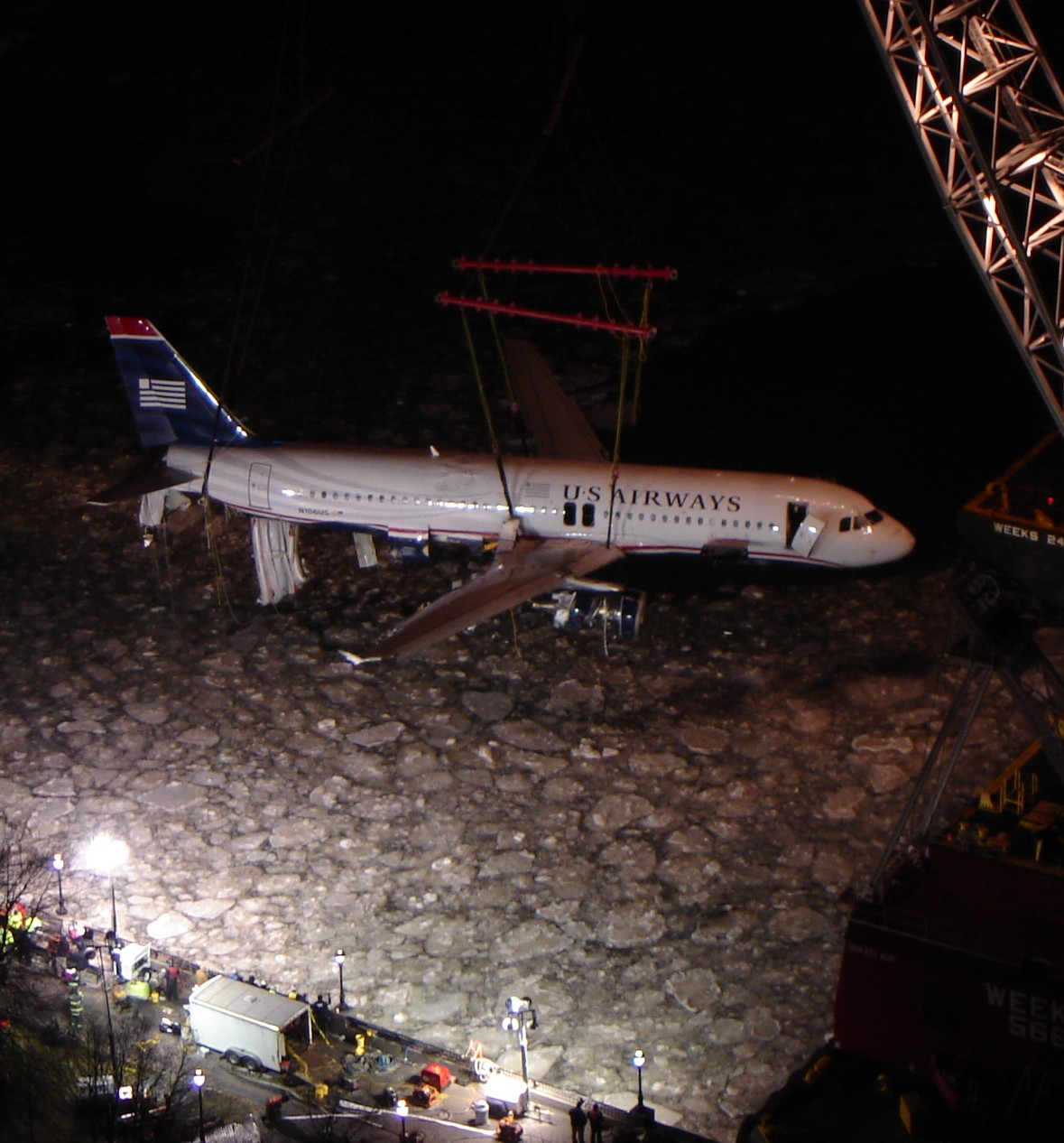
ハドソン川から引き上げられた機体。
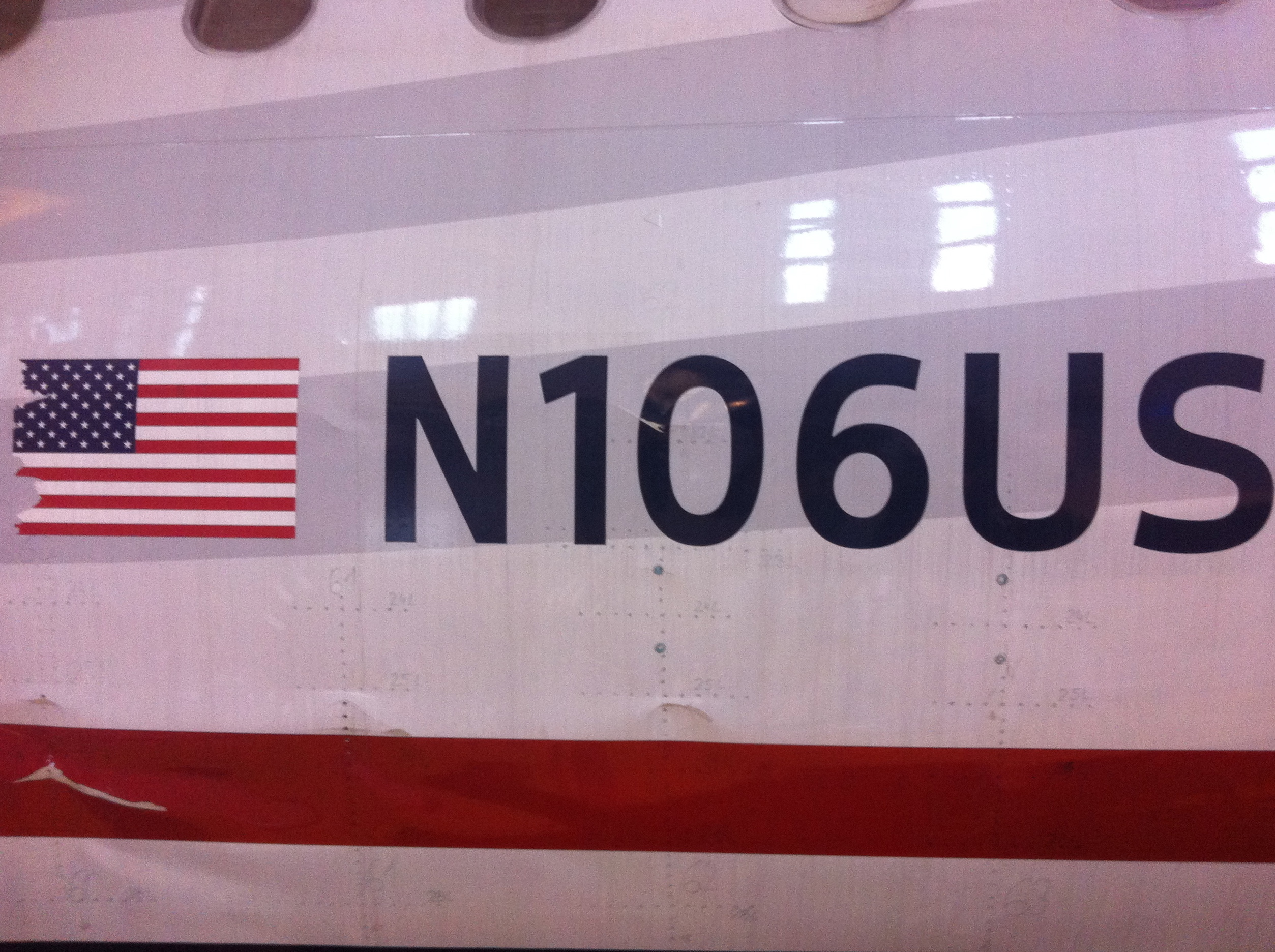
機体番号「N106US」。番号の下にNTSBよる青色のマーキングがかすかに見える。
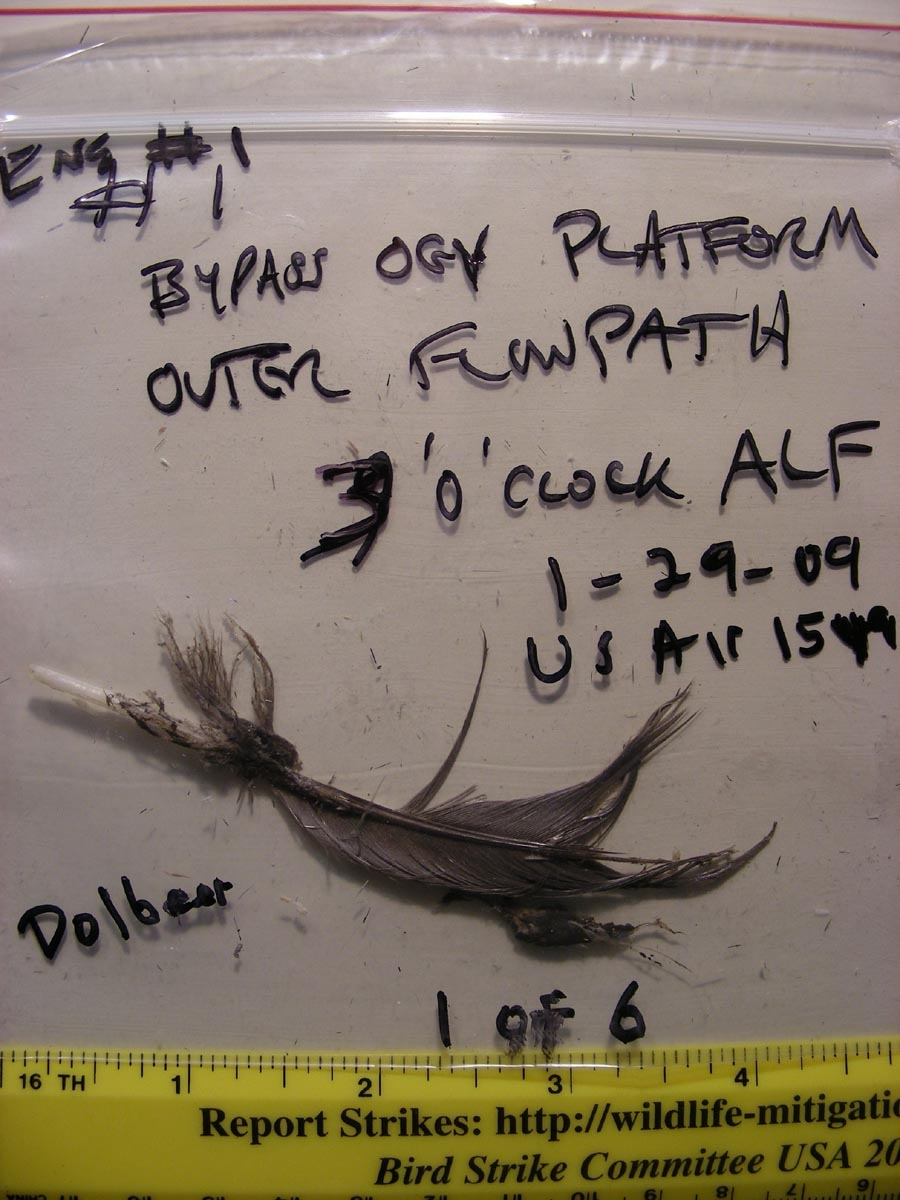
ハドソン川から引き上げられた同機左エンジンから見つかった鳥の羽根。アメリカ合衆国、国家運輸安全委員会2009年2月4日発表資料による。
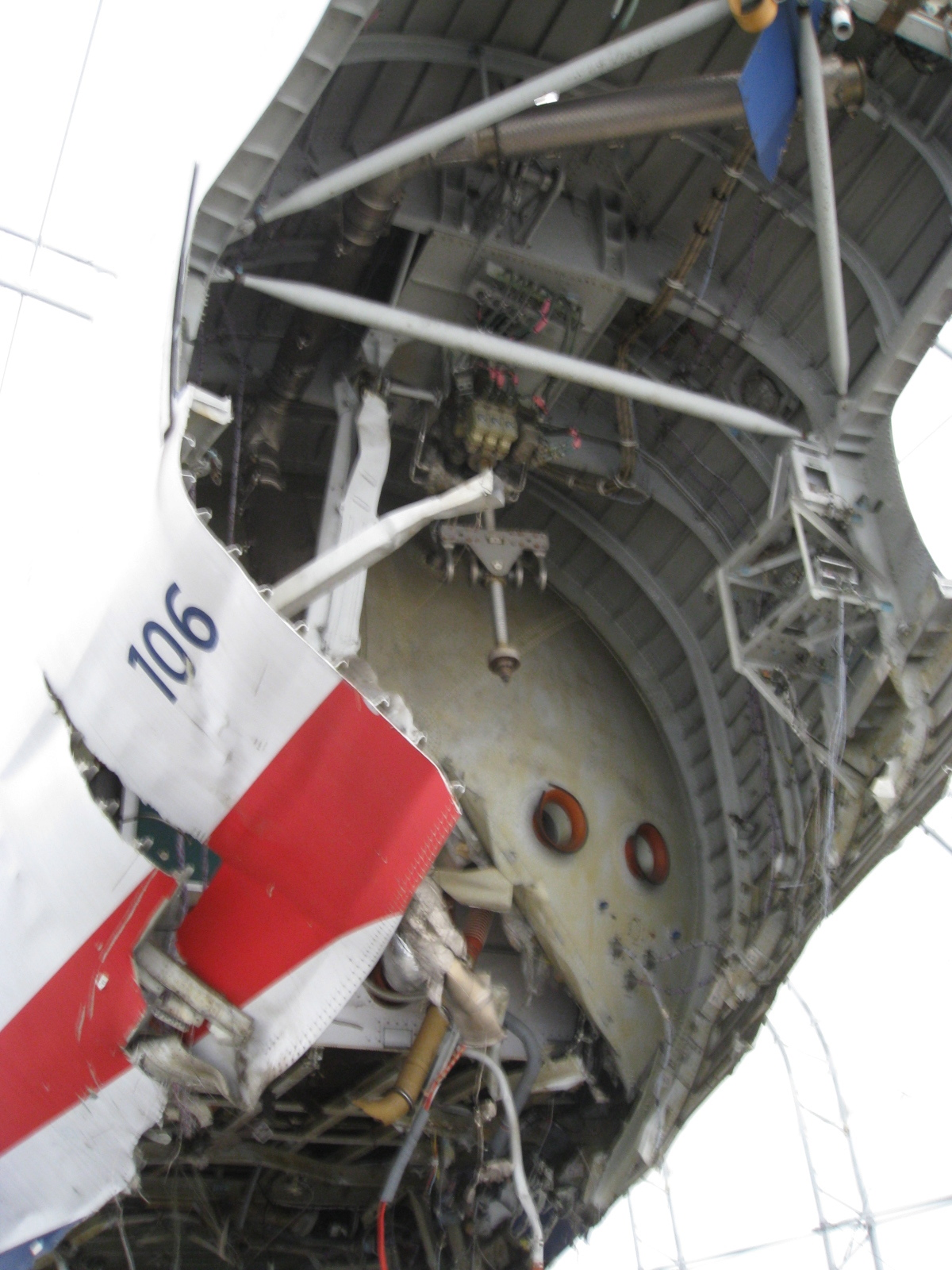
調査のために切り開かれた機体後部。圧力隔壁が見える。
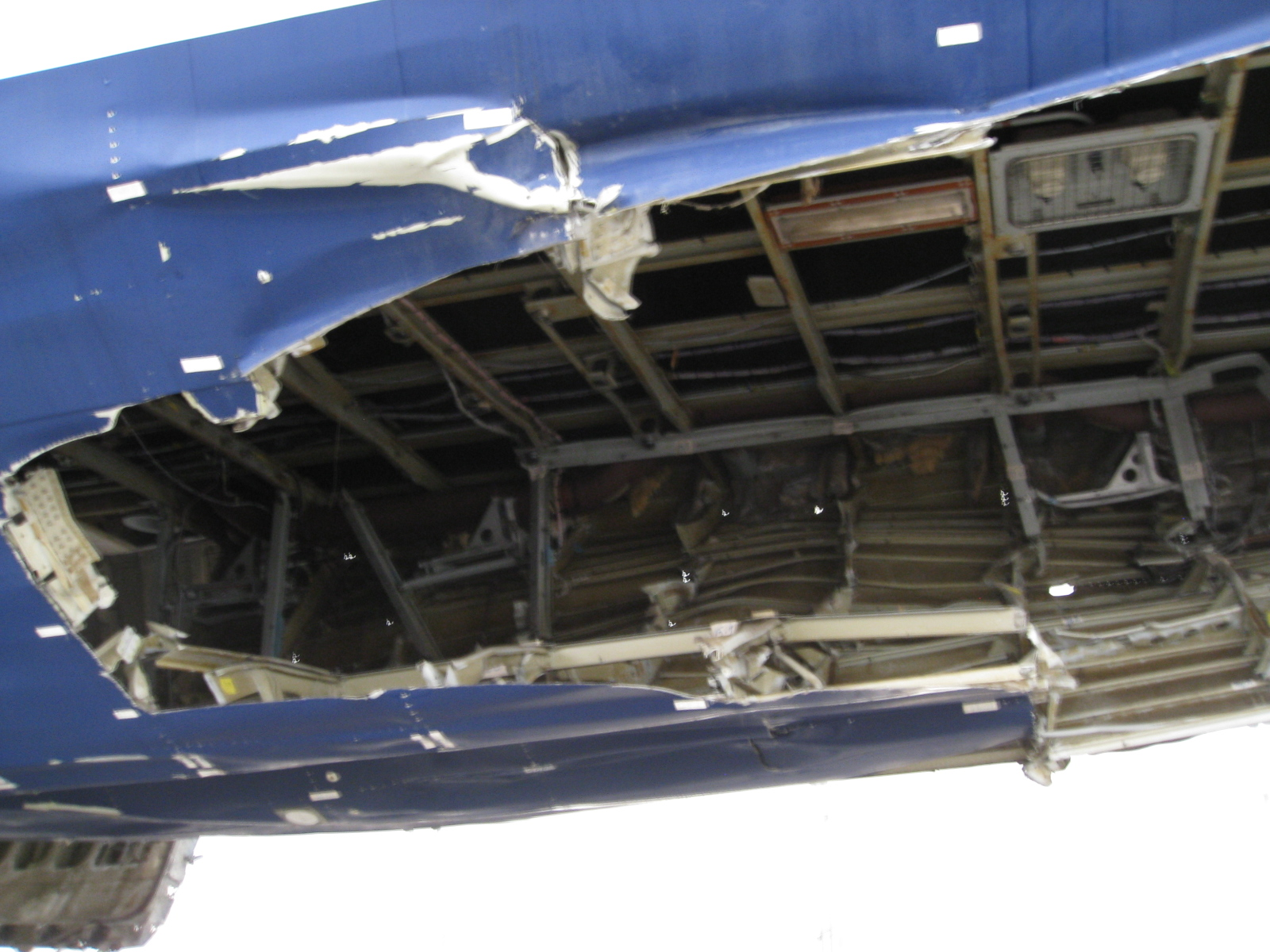
着水時に大きく破損した機体底部。NTSBによるマーキングが見える。
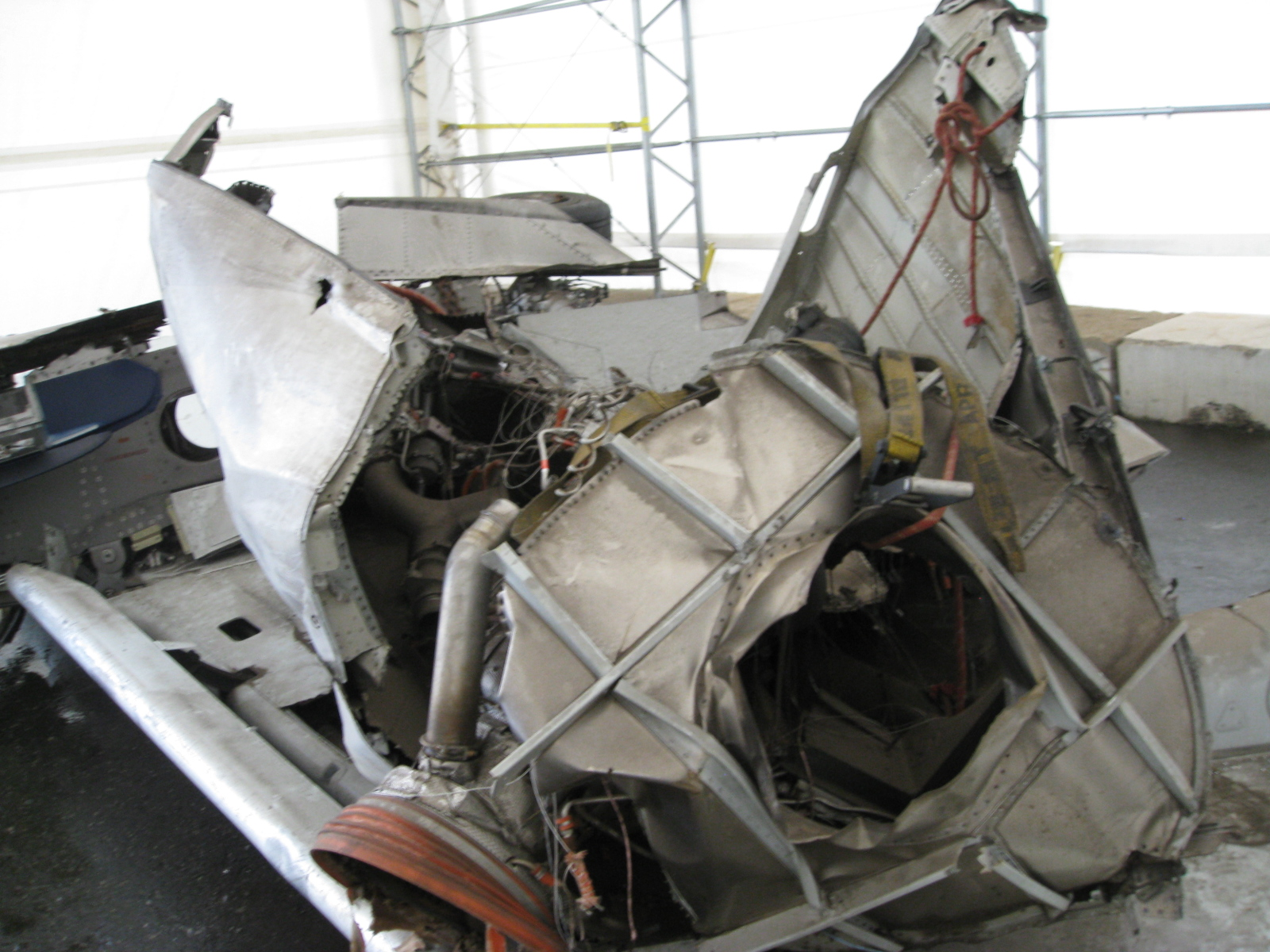
激しく損傷したオルタネーター。
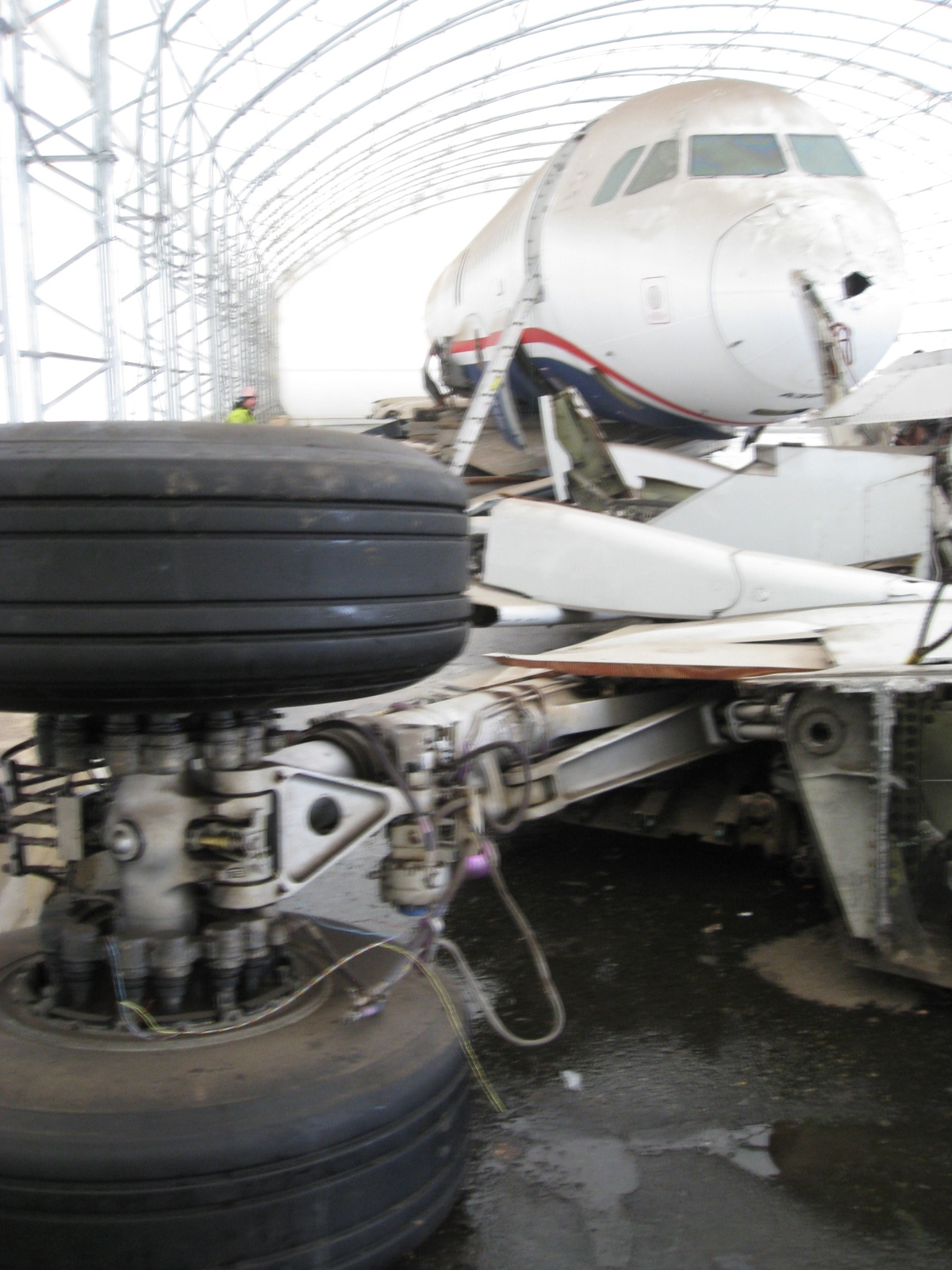
機体と外された車輪。
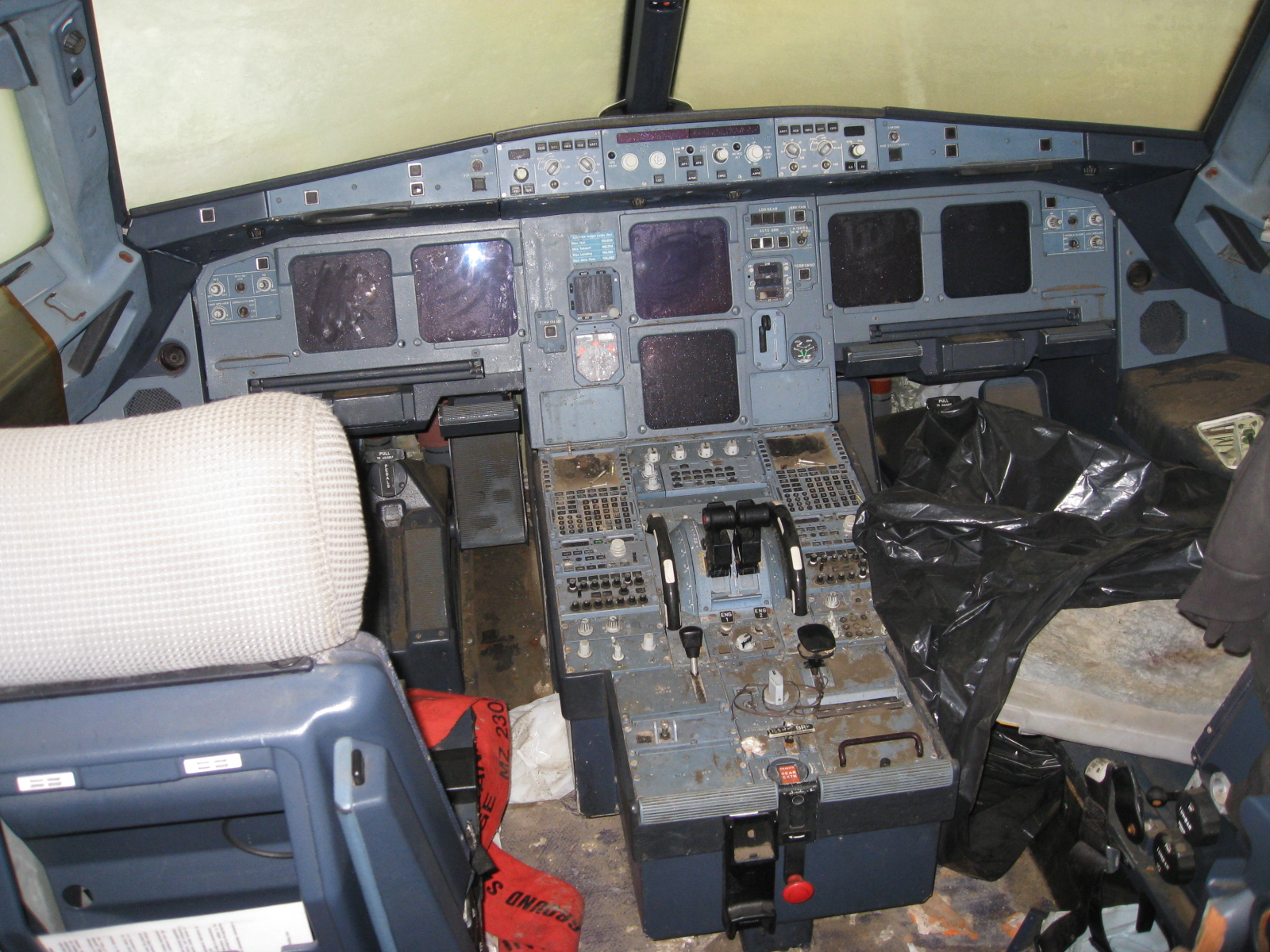
左側が機長席。写っていないが機長席、副操縦士席の両サイドの窓は着水時の衝撃でクモの巣状にヒビが入っている。
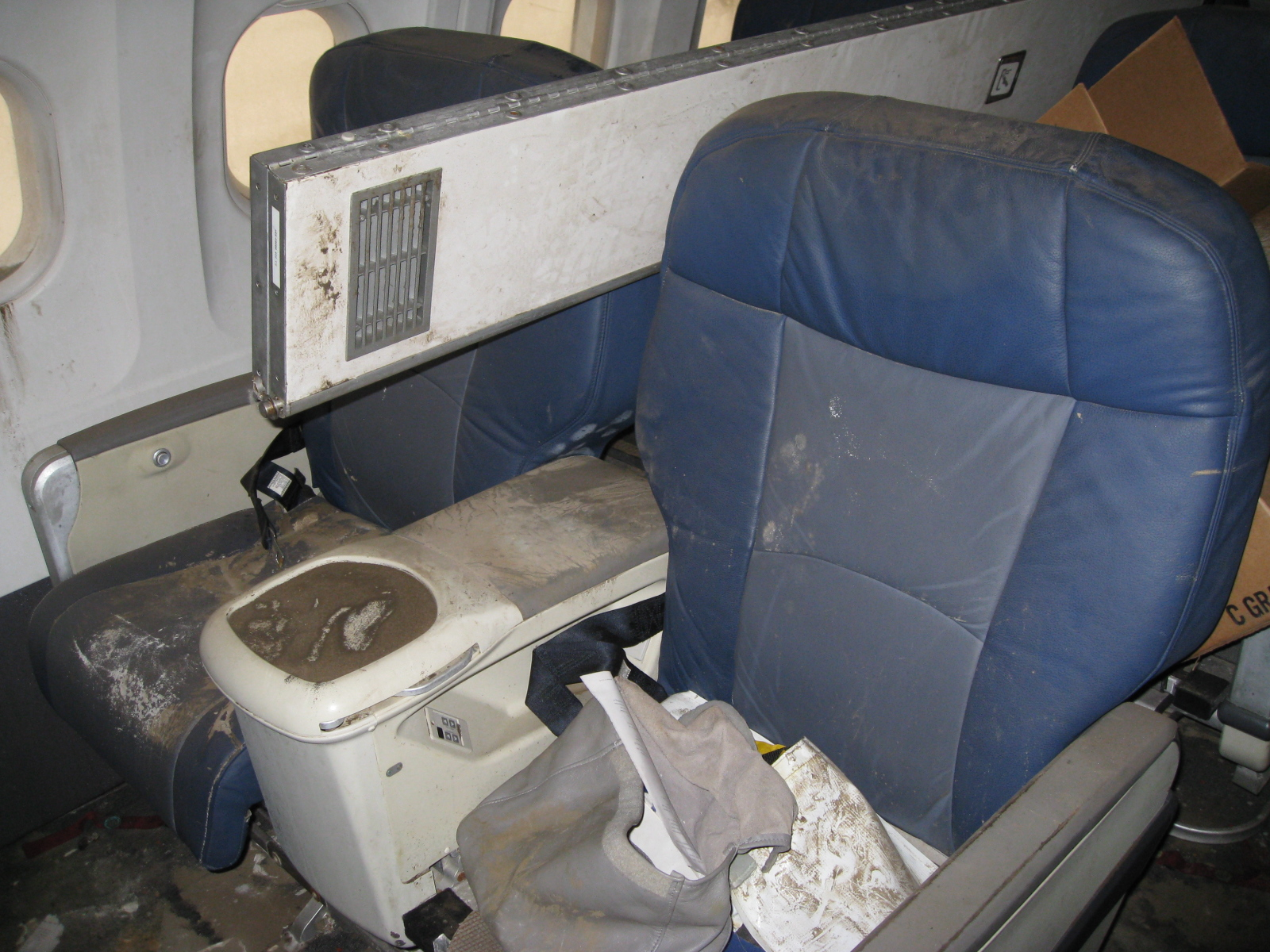
ファーストクラス。天井までほぼ水没したため、内部は汚泥にまみれ、博物館移送時までそのままになっていた。
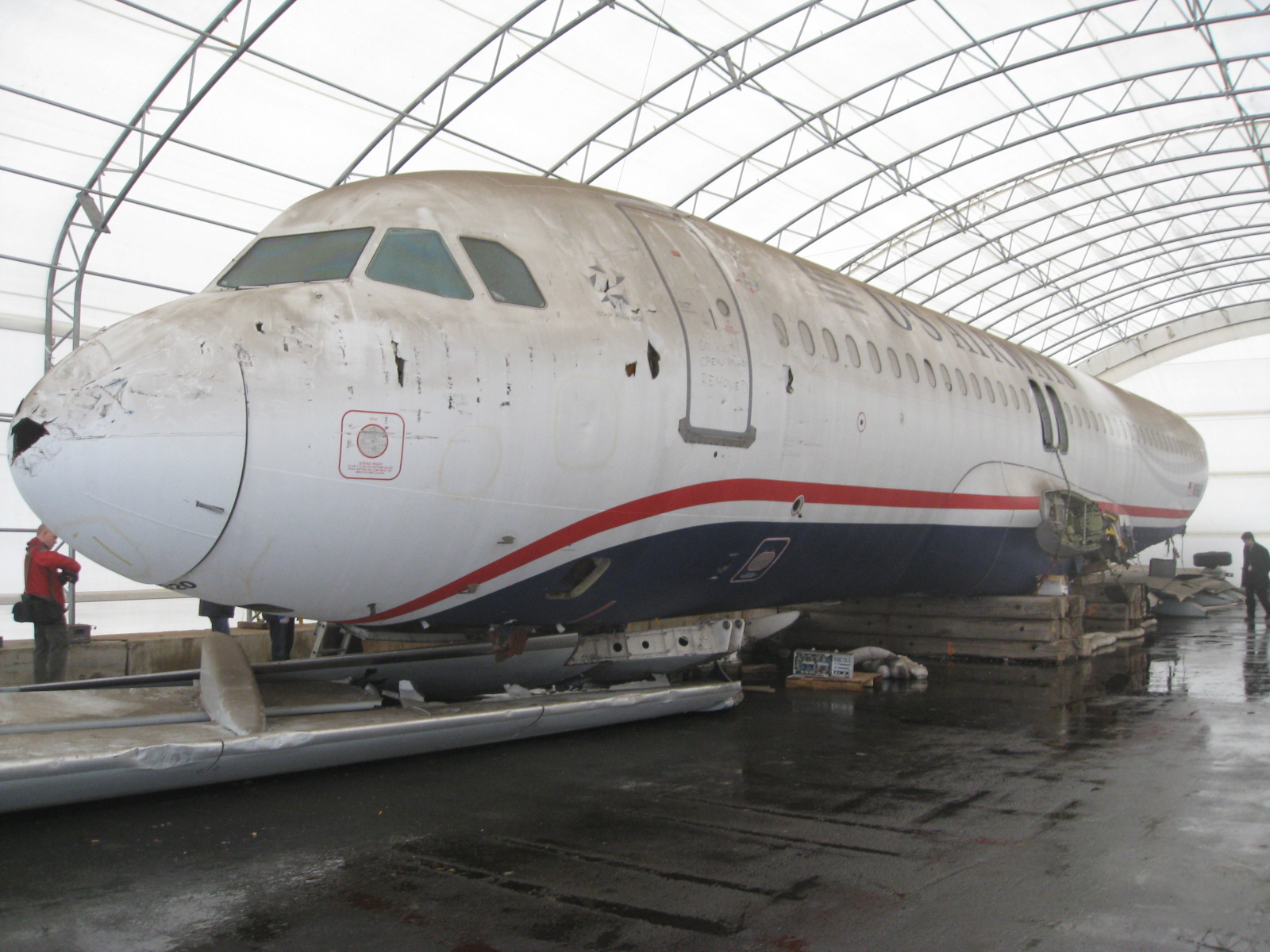
NTSBによる調査後倉庫に保管された機体胴体部。調査のため翼などは切り離された。
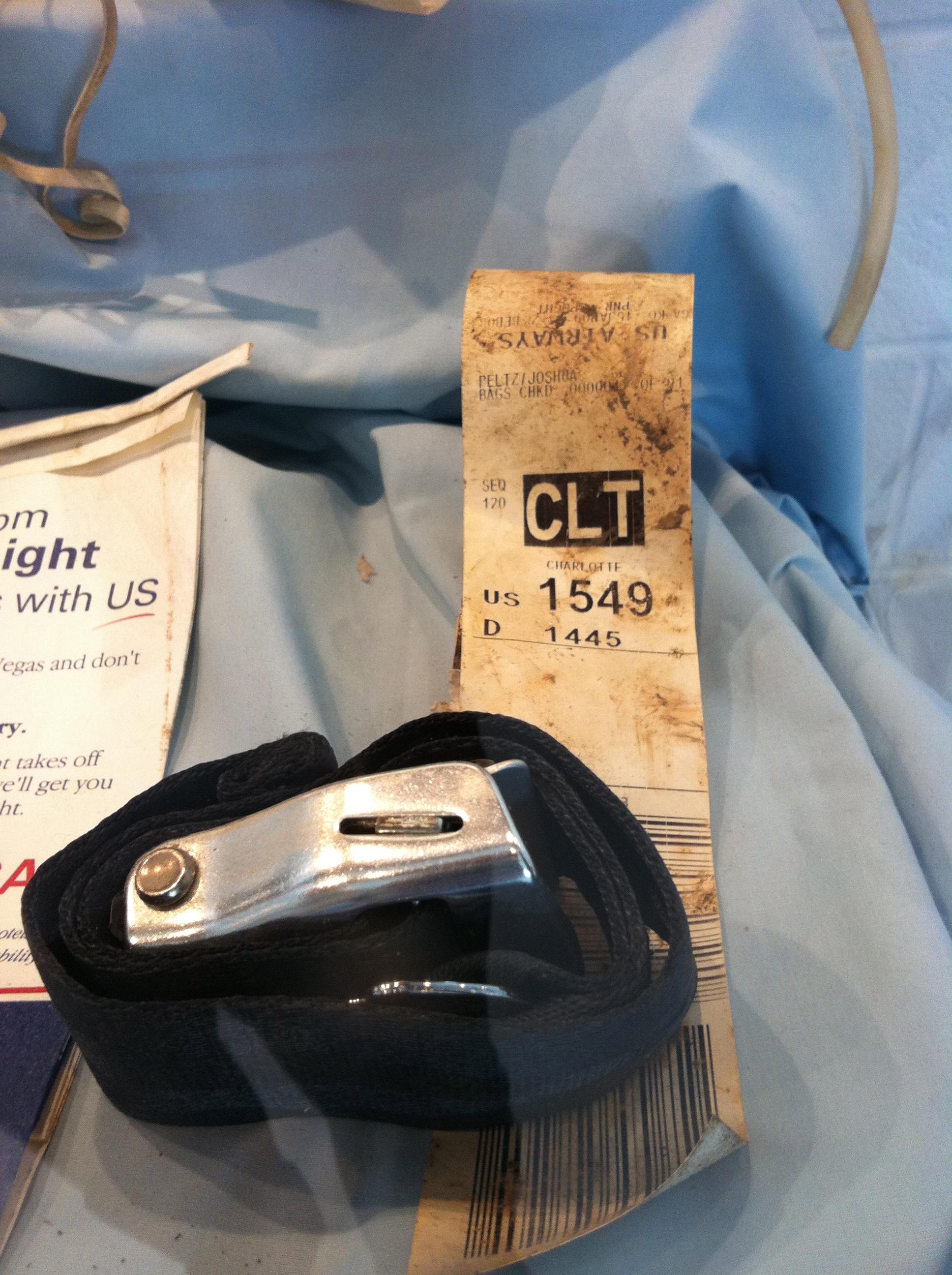
カロライナス航空博物館に展示された1549便の荷物タグ。

## 関連作品

### テレビ番組
- 『メーデー!:航空機事故の真実と真相』（第9シーズン第1話「HUDSON RIVER RUNWAY」・ナショナルジオグラフィックチャンネル）
- 『トリハダ（秘）スクープ映像100科ジテン』（テレビ朝日系　2013年7月16日放送）
- 『世界一受けたい授業』（日本テレビ系　2013年10月19日・2016年11月12日）
- 『ザ!世界仰天ニュース』（ハドソン川の奇跡）
- 『アナザーストーリーズ 運命の分岐点』（「ハドソン川の奇跡　～ニューヨーク不時着 世紀の生還劇～」2016年9月13日）
- 『ワールド極限ミステリー』「ハドソン川もう一つの奇跡～ハドソン川の奇跡 沈没までの全真相～」（TBSテレビ系・2021年8月11日放送）
  - この放送では、下述の映画では無かった船での救出シーンが再現映像と実際の映像シーンで放送され、実際に最初に救出活動を行った船の船長の証言も放送された。
- 2021年8月22日にTBSテレビ系で放送された『世界衝撃映像100連発』「汚染された旅客機」で、「キャセイパシフィック航空780便事故」を扱った際、不時着水の前例として、本事故の実際の映像が流れた。

### 映画
- ハドソン川の奇跡（原題：Sully） - 2016年のアメリカの映画。クリント・イーストウッドが監督を務めた[20]。